# Сенна, Дэнзи
Дэнзи Сенна (англ. Danzy Senna; род. 1970, Бостон) — американская писательница-романистка, эссеистка. Лауреат Whiting Award (2002) и Dos Passos Prize (2016). Автор шести книг художественной и документальной прозы, получивших признание критиков, и в частности международного бестселлера Caucasia (1998) — финалиста Дублинской литературной премии и Orange Prize, лучшей книги года по версии Los Angeles Times, переведенного на более чем дюжину языков. Профессор английского языка Университета Южной Калифорнии, занимала именную кафедру (Jenks Chair) в Колледже Святого Креста.

## Биография и творчество
Дочь белокожей поэтессы и романистки Fanny Howe. Мать - из известной бостонской семьи (в свою очередь дочерь профессора Гарварда в Кембридже), восходящей к «самым ранним американцам, а также к американцам-работорговцам». Отец - чернокожий мексиканско-африканского происхождения редактор и ученый Карл Сенна. 
Ее родители поженились в 1968-м "в первой когорте межрасовых пар, смогших законно вступить в брак в Соединенных Штатах". Вспоминала, что ее отец хотел внушить ей "черную идентичность», и что она выросла "на идеале Black power movement о едином, незапятнанном Черном фронте". Родители расстанутся, когда Дэнзи была еще ребенком.
Выросла в Бостоне, училась в Стэнфордском университете и получила степень магистра искусств в Калифорнийском университете в Ирвине. Во время получения в последнем степени магистра изящных искусств в области творческого письма написала свой дебютный роман Caucasia, выпущенный Riverhead Books - про юную девушку смешанной расы, который, как отмечается, «сделал ее [Д. Сенну] одним из самых актуальных и уважаемых литературных голосов современности, последовательно бросающим вызов определенным нормам нашей культуры в отношении расы, класса и пола». Он также удостоился Stephen Crane Award. Указывается современной классикой. Автор вспоминала: "У меня было около восьми отказов от [лит.] агентов, когда я впервые отправляла его [им]... Но, наконец, я нашла агента, которому это очень понравилось". Работала в журналистике.
Также автор новеллы Symptomatic (2003), мемуаров Where Did You Sleep Last Night? A Personal History (FSG, 2009) и сборника рассказов You Are Free (Riverhead, 2011). В 2017 издательством Riverhead выпущен ее роман New People — названный лучшей книгой года по версиям The New York Times Book Review, Time Magazine, NPR, Vogue, The Root. Также он был выбран как Notable Book New York Times и одним из лучших романов года по версии Time Magazine, финалист St. Francis College Literary Prize.
Последний ее роман Colored Television, история писательницы по имени Джейн ("которую эксплуатирует голливудский продюсер. В первом проекте [книги] только продюсер был нечестным. К последнему - писатель тоже стала. Оказывается, в ней было что-то от плохого продюсера, а у него было что-то от ее энтузиазма и человечности, - отмечала автор, добавляя: - Только когда я размыла эти границы, книга стала интересной. На мой взгляд, лучшая художественная литература сопротивляется бинарностям. Комедия и ужасы сосуществуют в одной истории. Главный [ее] герой – чудовище и герой, лжец и правдоруб") — «блестящая, актуальная, просто почти идеальная книга» согласно Kirkus Reviews, называющему ее автора «писателем нашего времени». Как отмечается, «мгновенно ставшее национальным бестселлером», оное произведение вошло в лонг-листы медали Карнеги за выдающиеся достижения в области художественной литературы и премии Джойс Кэрол Оутс, обеих — 2025 года, а также стало финалистом PEN/Faulkner Award и Anisfield-Wolf Book Award. Названо лучшей книгой 2024 года по версии The Washington Post, The New York Times и журнала Time. «Это новый великий американский роман, и Дэнзи Сенна установила стандарт», — отмечалось The Los Angeles Times.
Как отмечают, в своей прозе Д. Сенна особенно любит высмеивать поиски расовой аутентичности. Согласно The New York Times: "Сенна, принадлежащая к смешанной расе, сделала карьеру, высмеивая жизнь таких персонажей, как и она... На протяжении почти трех десятилетий она сочиняла веселые (и иногда тревожные) истории о жизни тех, кто оказался многорасовыми — «[как некоей] страны, откуда я родом», как она выразится".
Писала для The New Yorker, The New York Times, Vogue. 
Проживает в Лос-Анжелесе с супругом Percival Everett и двумя сыновьями. Супруг также литератор и профессор английского в том же университете, что и она, и как она же отмечен в частности Dos Passos Prize. 